# Bitwa pod Le Mans
Bitwa pod Le Mans – starcie zbrojne, które miało miejsce w trakcie wojny francusko-pruskiej. Bitwa zakończyła się zwycięstwem Prus i przełamaniem oporu wojsk francuskich w zachodniej Francji.

## Tło bitwy

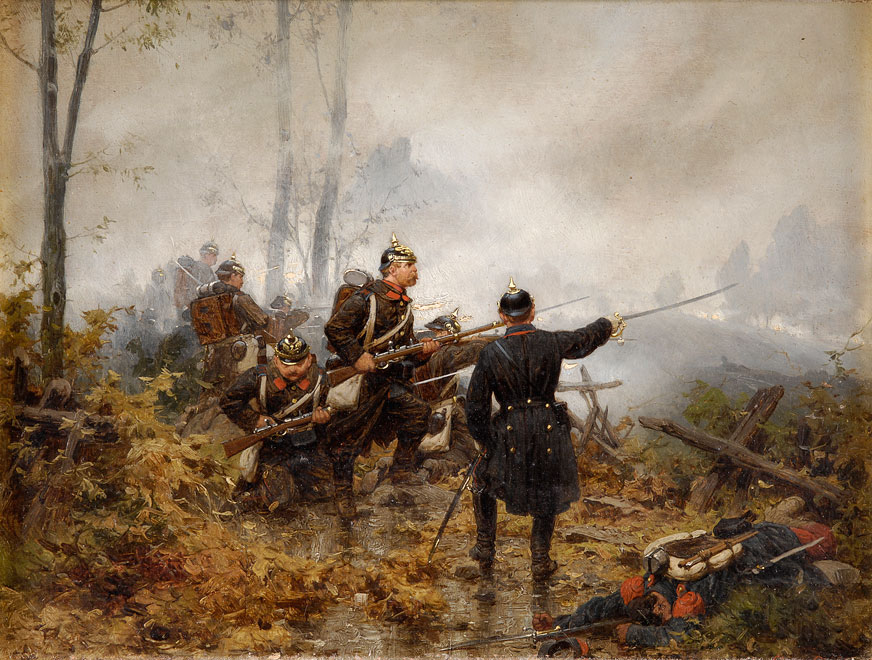
17-nasty regiment Pruski w bitwie pod Le Mans

Po zwycięstwie nad Orleanem, Prusacy pod wodzą księcia Karola Fryderyka skierowali się w kierunku miasta Le Mans. Antonie Chanzy miał do dyspozycji około 150 000 żołnierzy stacjonujących w Le Mans. Ciężar prowadzenia wojny przez regularne wojska francuskie spadł na siły Chanzy'ego, szczególnie po tym, jak Francuzi odnieśli klęski w bitwie pod Sedanem i oblężeniu Metz oraz w związku z trwającym oblężeniem Paryża. W skład armii Chanzy'ego wchodzili m.in. rezerwiści, cywile, którzy byli uzbrojeni często w stare karabiny odtylcowe oraz działa.

## Bitwa
Francuska armia była zdemoralizowana oraz źle uzbrojona. Większość francuskiej amunicji została zasypana w śniegu, ponieważ dowództwo francuskie kazało umieścić amunicję w przygotowanych okopach. Prusacy zaatakowali Francuzów od lewej flanki w okolicach rzeki Huisine. Próba francuskiego kontrataku została odparta atakiem Prusaków na prawej flance. Próba ataków oddziału dowodzonego przez Bernarda Jauréguiberry'ego również została odparta. W sytuacji niepowodzenia kontrataków oraz ataków z obu flank Francuzi zostali zmuszeni do wycofania się do Le Mans.

## Rezultat
Zdobycie Le Mans przez Prusaków oznaczało koniec oporu Francuzów w całej zachodniej Francji oraz wzdłuż rzeki Loary. Mimo że armia Chanzy'ego nie była całkowicie rozbita, to całkowita demoralizacja jego wojsk nie pozwoliła mu na jakiekolwiek późniejsze działanie. 